# Mammuth
Mammuth ist ein französischer Spielfilm der Regisseure Benoît Delépine und Gustave Kervern aus dem Jahr 2010.

## Handlung
Der Schlachthofarbeiter Serge, der mit 60 in die Rente geschickt wird, ist ein schweigsamer oder vielmehr sprachloser Berg von einem Mann mit einer blonden Mähne und wird „Mammuth“ genannt. Das Rentnerdasein fällt Serge, der seit dem 16. Lebensjahr ununterbrochen gearbeitet hat, sichtlich schwer: Tagsüber läuft er im Wohnzimmer auf und ab, und vom Fenster aus zählt er die Autos. Im Supermarkt weiß er nicht, wie er einen Einkaufswagen von der Kette befreien soll und reißt ihn mit Gewalt los. Ebenso zeigt er seine Kraft, als der Einkaufswagen nicht zwischen zwei Autos hindurchpassen will.
Von der Rentenversicherung erfährt er, dass er eine niedrige Pension erhalten wird, da von zehn ehemaligen Arbeitgebern die Rentenbelege fehlen. Seine Frau Catherine, die im Supermarkt arbeitet, verlangt von ihm, dass er die fehlenden Belege, von denen er immer nur als papelards („Zettel“ oder „Wische“) spricht, beschaffen muss, weil die beiden ihr kleines Häuschen mit drei Krediten finanziert haben.

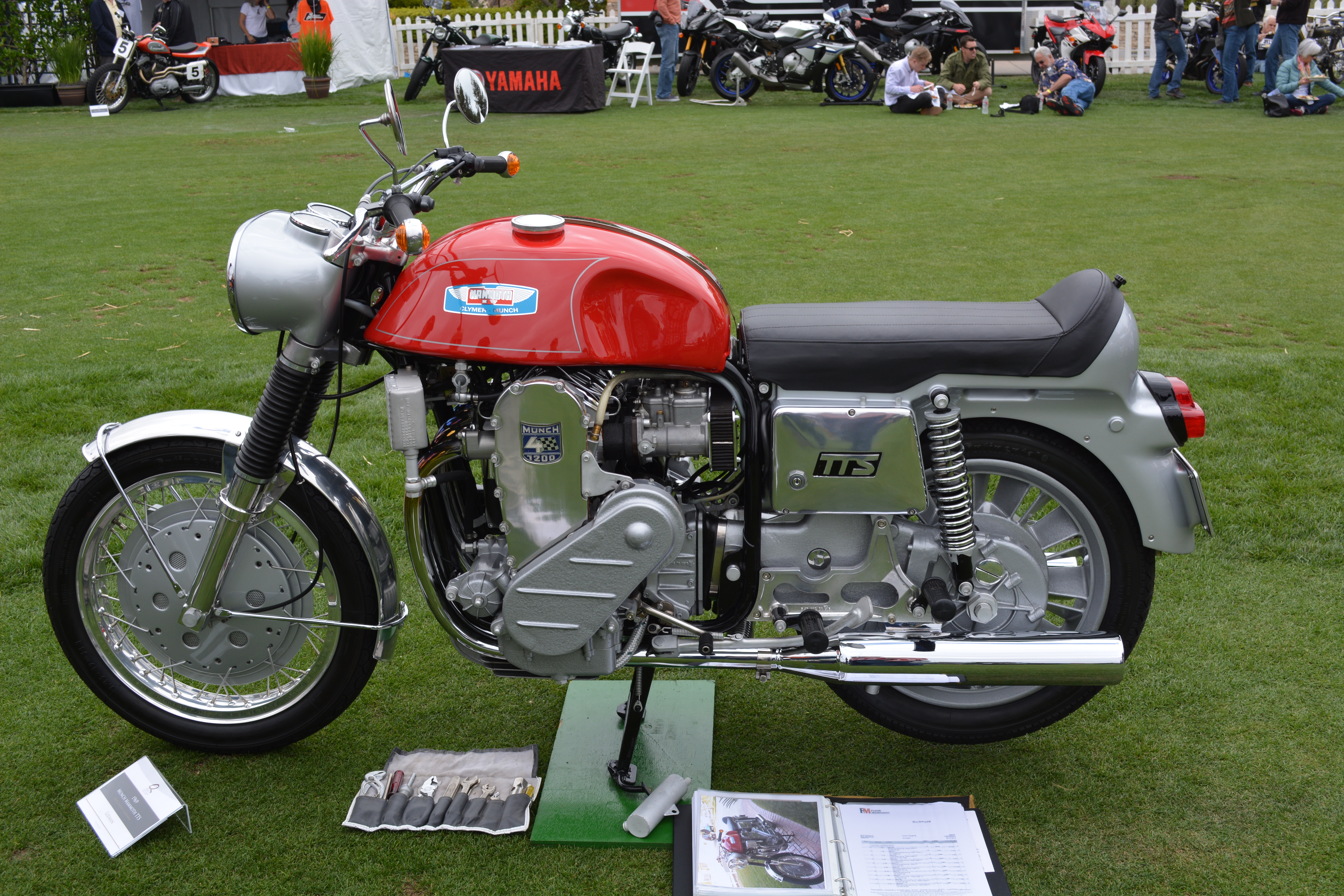
Eine Münch-4 TTS 1200 Mammut, die mit Ausnahme der Embleme auf Tank- und Batteriekasten, nahezu identisch mit der des Films ist.

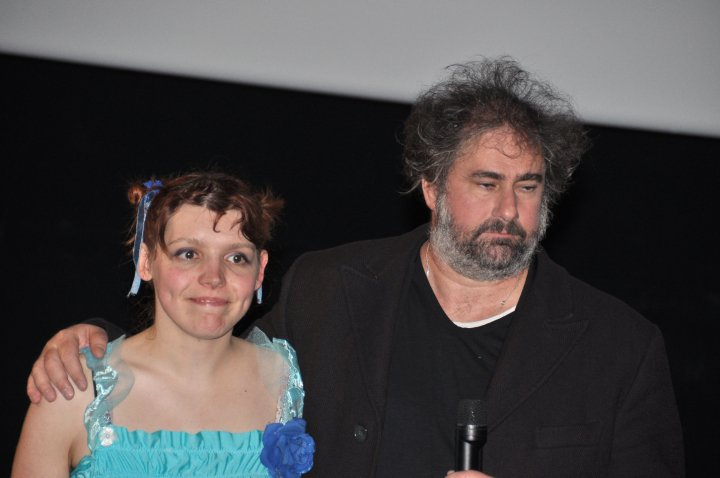
Miss Ming und Gustave Kervern, der auch eine Nebenrolle im Film übernahm, bei der französischen Premiere

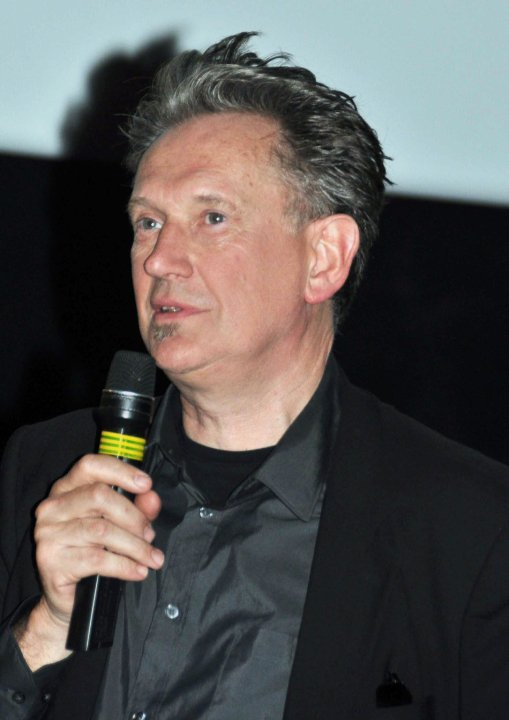
Benoît Delépine nach der Premiere des Films

Weil bei ihrem Auto die Windschutzscheibe fehlt, macht er sich mit seinem Motorrad, einer Münch Mammut aus dem Jahre 1973, auf den Weg. Schon beim Losfahren und immer wieder während dieser Fahrt erscheint ihm seine erste Freundin, die „verlorene Liebe“, die einst mit ihm auf dem Motorrad verunglückt ist, gespielt von Isabelle Adjani. Ihr Gesicht zeigt noch die Spuren des tödlichen Unfalls und sie ist „immer noch bei ihm“.
Bei seiner Reise in die Vergangenheit trifft Serge auf alte Bekannte, Kollegen, Chefs und Familienmitglieder. Die meisten hielten ihn für geistig minderbemittelt – und tun es immer noch. Einige der benötigten „Zettel“ kann er mit viel Mühe beschaffen, oft aber muss er erfahren, dass ihn seine Arbeitgeber damals einfach nicht angemeldet haben, um sich Geld und Ärger zu sparen.
Es wird aber im Verlauf dieses mit einer extrem verwackelten und oft auch absichtlich unscharfen Handkameratechnik gedrehten Roadmovies bald klar, dass es Serge bei seiner Reise um ganz andere Dinge geht als um die Rentenberechtigung: er sieht beim Aufsuchen der ehemaligen Arbeitsstätten von vor 30–40 Jahren noch einmal sein Leben an sich vorbeiziehen: ein Friedhof, wo er Totengräber war, eine Bar, wo er als Rausschmeißer gearbeitet hat, ein inzwischen verfallenes Ausflugsrestaurant, eine Mühle, wo man inzwischen „3D-Storyboards“ produziert und gar nicht versteht, was er will.
Zwischendurch fällt er einer Beischlafdiebin zum Opfer, die als Simulantin das Opfer eines Motorradunfalls spielt und damit gleich auf mehreren Ebenen sein gutmütiges Herz erweicht, und ihm sein Geld, das Handy seiner Frau und auch die „Zettel“ stiehlt. Ihre Lippenstiftbotschaft für ihn am Morgen danach lautet „Tut mir leid, wir werden keine Rente kriegen“. Bei der Metallsuche am Strand trifft er mehrmals auf einen anderen Metallsucher, der ihn wegen seiner planlosen Suchmethode verspottet, was sich jedoch im weiteren Verlauf deutlich ändert.
Er besucht seinen Bruder Jean-Luc, mit dem er sich wegen einer „blöden Erbschaftsgeschichte“ überworfen hatte, dieser ist nicht zu Hause oder längst verstorben, aber dessen Tochter, Serges Nichte Solange, die als die Künstlerin Miss Ming tätig ist, begegnet ihm anders als alle Menschen bisher. Sie ist ein wenig durchgedreht, schreibt nachts Gedichte und lebt zwischen lauter Art-Brut-Skulpturen aus Puppen, die sie selbst herstellt. Miss Ming schätzt Serge als liebevollen Menschen, sie eröffnet ihm neue Blicke auf ihre jugendliche Welt, und so wird die Beschaffung der Rentenbelege nach und nach zur Nebensache: Serge findet zu sich selbst. Seine finanziellen Probleme löst er am Ende durch den Verkauf des antiken Motorrads. Er kehrt nach Hause zu seiner Frau zurück, und in der Abschlusssequenz nimmt er unter lauten Kids am Zentralabitur in Philosophie teil, für das er ein Gedicht (ein papel-art ganz in Miss Mings Sinn) über sein Leben schreibt – und als erster abgibt.

## Kritik
„Poetisch angehauchte Sozialgroteske, in der ruppige Töne mit flirrenden Impressionen oszillieren, was die Beschädigungen und Hässlichkeiten des Daseins transformiert und die Würde des Protagonisten verteidigt.“

„Beinahe möchte man am Ende des Films selbst zu einer Motorradreise durch Frankreich aufbrechen. Nur dieses Mal mit Yolande Moreau am Steuer und Gérard Depardieu im Beisitzer. Ein großer Film ist Benoît Delépine und Gustave de Kervern mit ihrem Mammuth nicht gelungen, wohl aber ein großes Liebespaar!“

„,Mammuth‘ ist ein kleiner Film, in körnigen Bildern gedreht und so unaufgeregt erzählt, dass sich Witz und Charme immer eher leise anpirschen, statt einem ständig und laut ins Gesicht zu springen. Zurückhaltend wäre vielleicht das richtige Wort, wenn es zwischendurch nicht so schreiend komisch würde und dann wieder so unendlich melancholisch.“

## Hintergrund

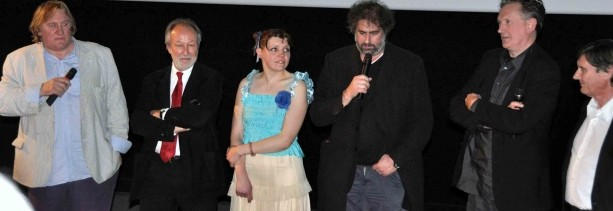
Gérard Depardieu, Jérôme Clément, Miss Ming, Gustave Kervern, Benoît Delépine und Jean-Pierre Guérin nach der französischen Erstaufführung

Der Film erlebte seine Uraufführung im Wettbewerb der Berlinale 2010, ging bei der Preisvergabe allerdings leer aus. Am 21. April 2010 kam der Film in die französischen Kinos, in Deutschland startete der Film am 16. September 2010. Gewidmet ist der Film Gérard Depardieus verstorbenem Sohn Guillaume.
Bei der César-Verleihung 2011 erhielt Mammuth drei Nominierungen (Bester Film, Bester Hauptdarsteller (Gérard Depardieu), Bestes Original-Drehbuch).